# NGC 1342
NGC 1342 (również OCL 401) – gromada otwarta znajdująca się w gwiazdozbiorze Perseusza. Odkrył ją William Herschel 28 grudnia 1799 roku. Jest położona w odległości ok. 2,2 tys. lat świetlnych od Słońca.